# BOM Radio
BOM Radio es una cadena de radio española fundada el 14 de abril de 2014. Hasta septiembre de 2022 se denominaba Radio 4G. Forma parte del grupo Squirrel Media junto con la productora y distribuidora Vértice 360 y los canales de televisión Squirrel y BOM Cine.
BOM Radio fue desmantelada el 1 de diciembre de 2024, quedando como radiofórmula musical.

## Historia
Radio4G inició sus emisiones el 14 de abril de 2014 a las 6:00 horas con el programa La Jungla 4.0 bajo la gerencia de José Antonio Abellán y la dirección del periodista David Agüera. Su primer equipo estuvo formado por Rosa García Caro, Raúl Corea Polidura, Felipe de Luis, Chema Rubio y Alfredo Díaz. Durante la temporada 2015-2016 el equipo lo componían Rosa García Caro, Raúl Corea Polidura, Felipe de Luis, Fernando Díaz Villanueva y Raquel Fiz. Mientras las noches de la cadena las conducía David Agüera compaginando esa la ir con la dirección. Y las tardes Alfonso Rojo.
Para 2021, la radio está compuesta por Enric Sánchez, Juan Pablo Montero, Javier Pérez Sala, Javier Broco y Fernandisco, junto con programas protagonizados por Albert Castillón, Pedro Riba, Jaime Ugarte y Andoni Ferreño
Un mes después, comienza sus emisiones por FM. En septiembre, la emisora inicia sus emisiones en la frecuencia 103.2 FM de Madrid.
En septiembre de 2022 fue rebautizada como BOM Radio, ahora trasmitiendo em 105.1 FM, aludiendo a su dueño y canal de televisión hermano, BOM Cine.
BOM Radio fue desmantelada el 1 de diciembre de 2024, quedando como radiofórmula musical.

## Frecuencias

### FM

#### Andalucía
- Sevilla: 103.6 FM

#### Aragón
- Fuentes de Ebro: 102.1 FM
- Zaragoza: 88.8 FM

#### Comunidad de Madrid
- Madrid: 105.1 FM

#### Comunidad Valenciana
- Valencia: 87.9 FM

#### Región de Murcia
- Cartagena: 104.1 FM
- Murcia: 104.7 FM

#### Castilla y León
- Arroyo de la Encomienda: 107.0 FM

### TDT
- Red de cobertura estatal: MPE1